# Ostrov prince Edvarda
Ostrov prince Edvarda (anglicky Prince Edward Island, zkr. PEI či P.E.I., francouzsky l'Île-du-Prince-Édouard a dříve Île-Saint-Jean, skotsky Eilean a’ Phrionns či Eilean Eòin, mikmacky Apekweit) je nejmenší kanadská provincie, jedna z Pobřežních provincií a potažmo tzv. Atlantských provincií. Leží na ostrově stejného jména. Má přibližně 154 tisíc obyvatel, kteří se běžně označují jako Ostrované. Oficiální jazyk je angličtina, významný podíl mají francouzsky, skotsky a irsky mluvící obyvatelé. Většina obyvatelstva se hlásí ke křesťanství, nejsilnější postavení má katolická církev (podle sčítání z roku 2001 se k ní hlásí 47,4 % obyvatel), z protestantských denominací má nejvíce vyznavačů sjednocená církev Kanady (19,9 %).
Ostrov byl pojmenován po Eduardovi Augustovi Hannoverském, vévodovi z Kentu, synovi britského krále Jiřího III. a otci královny Viktorie.